# Dominique Arnould
Dominique Arnould (* 19. November 1966 in Luxeuil-les-Baines) ist ein ehemaliger französischer Radrennfahrer und Weltmeister im Radsport.

## Sportliche Laufbahn
Sein erster bedeutender Erfolg war der Gewinn der französischen Meisterschaft im Querfeldeinrennen (heutige Bezeichnung Cyclocross) der Amateure 1989. Zuvor stand er bereits zweimal auf dem Podium bei den Meisterschaften der Junioren. Diesen nationalen Titel konnte er auch 1993, 1994, 2002 und 2003 gewinnen. Dazu stand er noch mehrfach als Zweiter oder Dritter auf dem Podium. Höhepunkt seiner Laufbahn war der Sieg bei den UCI-Weltmeisterschaften im Querfeldeinrennen 1993 im italienischen Corvara vor Mike Kluge. Arnould war auch als Straßenfahrer und im Mountainbike aktiv. 1988 wurde er Profi im Radsportteam Toshiba, in dem auch die Deutschen Remig Stumpf und Andreas Kappes fuhren. 1991 bestritt er erstmals die Tour de France und wurde als 68. klassiert. Insgesamt fuhr er die Tour viermal, 1992 war der 48. Platz sein bestes Ergebnis. Den Giro di Puglia in Italien gewann er 1992, dazu kam der Sieg auf der ersten Etappe der Tour de France.